# ألفريد جاري
ألفريد جاري (بالفرنسية: Alfred Jarry) ولد بلافال (ماين) في 8 سبتمبر 1873. وتوفى بباريس في 1 نوفمبر 1907. وهو شاعر وروائي وكاتب مسرحي. وكان أيضا رسام.

## روابط خارجية
- ألفريد جاري على موقع IMDb (الإنجليزية)
- ألفريد جاري على موقع الموسوعة البريطانية (الإنجليزية)
- ألفريد جاري على موقع إن إن دي بي (الإنجليزية)
- ألفريد جاري على موقع قاعدة بيانات الفيلم (الإنجليزية)